# شونسوکه ایتو
شونسوکه ایتو (به انگلیسی: Shunsuke Ito) زادهٔ ۶ آوریل ۱۹۷۶ شناگر اهل ژاپن است.